# Schladming
Schladming je mestna občina v okraju Liezen v avstrijski zvezni deželi Štajerski in sicer ob njeni skrajno zahodni meji. Je drugo največje mesto v okraju. Mesto je pomembno zimskošportno središče, kjer se odvijajo različne smučarske prireditve. Osrednje smučišče je na gori Planai, na katero vodi gondola in šest-sedežnica, ki ima izhodišče v bližini središča mesta.

## Zgodovina
Prva uradna omemba naselja na mestu današnjega Schladminga sega v leto 1180 (v takratnih virih se navaja kot Slaebnich, staroslovensko Slabnik, Slapnik). Kraj je v zgodnjem in visokem srednjem veku spadal, tako kot celotna Štajerska, v naselitveno območje Alpskih Slovanov in bil del slovanske kneževine Karantanije.  
V obdobju  nemške kolonizacije je kraj postopoma pridobival germanski značaj, čeprav so se v kulturi in jeziku ohranili mnogi elementi slovanstva. Iz severnih pokrajin Svetega rimskega cesarstva so se priseljevali predvsem rudarji. Mestne pravice so prvič dokumentirane leta 1322, kraj pa jih je verjetno pridobil ravno zaradi cvetoče rudarske dejavnosti. V tem obdobju je v rudnikih okoli Schladminga delalo tudi do 1500 rudarjev, za tiste čase zelo veliko. Iz tega obdobja izvirajo tudi prva prizadevanja za poenotenje pravic in delovnih pogojev za vse rudarje širom Evrope (t. i. »Schladminger Bergbrief« iz leta 1408).
Ko so se v obdobju reformacije rudarji priključili kmečkim uporom proti salzburškemu gospostvu, je leta 1525 nadvojvoda Ferdinand I. kraj praktično zravnal s tlemi. Ukinjene so mu bile tudi mestne pravice. V naslednjih stoletjih je Schladming kljub temu ponovno igral pomembno vlogo v rudarstvu (srebro, svinec, baker, kobalt, nikelj).
Pravi preporod je kraj doživel, ko se je dolina Aniže (Enns) leta 1875 povezala z železnico. S tem se je začel vzpon turizma in kraj je začel pridobivati svoj sloves zimsko-športnega središča. Mestne pravice je Schladming ponovno pridobil leta 1925.